# 藤本索子
藤本 索子（ふじもと もとこ、1980年12月25日 - ）は、福岡県太宰府市出身の女子ソフトボール選手（内野手）。右投左打。北京オリンピック金メダリスト。

## 経歴
福岡県立三潴高等学校、日本体育大学を卒業後、2003年にレオパレス21に入団。
2003年・2004年・2009年に日本リーグのベストナイン賞を受賞。2004年にソフトボール日本代表に選出。
2008年、北京オリンピックに日本代表として出場し、金メダル獲得。全試合に指名打者としてフル出場。一進一退の苦しい試合の中、決定的な場面でヒットエンドランを成功させチームの優勝に貢献した。同年、紫綬褒章受章。
2009年シーズン終了後、レオパレス21女子ソフトボール部の廃部に伴い第一線から引退。翌年、岐阜国体への出場を目的に創設されたクラブチームの大垣ミナモに入団した。

## 詳細情報

### 日本リーグ個人表彰
- 2003年 - ベストナイン賞（二塁手）
- 2004年 - ベストナイン賞（二塁手）
- 2009年 - ベストナイン賞（二塁手）

### 背番号
- 7（2003 - 2009）